# Manuel Varela do Nascimento
Manuel Varela do Nascimento, primeiro e único barão de Ceará-Mirim (24 de dezembro de 1803 – 22 de março de 1881) foi um militar brasileiro.
Foi agraciado com o título de barão pelo decreto imperial de 22 de junho e o título assinado em 8 de julho de 1874 pelo Imperador Dom Pedro II. Nesta época, já era o coronel-comandante da Guarda Nacional nos municípios potiguares de Natal, São Gonçalo do Amarante, Extremoz e Touros.